# Astragalus idaeus
Astragalus idaeus — вид квіткових рослин з родини бобових (Fabaceae). Ареал охоплює такі країни: Греція (Крит).

## Середовище
Росте на висоті від 1800 до 2000 метрів над рівнем моря. Зростає на сухих, скелястих та кам'янистих вапнякових схилах і плато. Цвіте з середини травня до середини червня. Значна частка цих рослин випасалася в одній місцевості, де зустрічається цей вид, тому кочовий випас є спостережуваною загрозою для цього виду.